# NHKニュース7
『NHKニュース7』（英: NEWS 7）は、日本放送協会（NHK）で毎日19時台に生放送されている『NHKニュース』の報道番組である。総合テレビで放送されるほか、海外向けNHKワールド・プレミアムでも放送（ノンスクランブル放送）。番組キャッチコピーは「きょうもあすも あなたと一緒に」。
ここでは、本番組の前身番組である『19時（午後7時・夜7時）のNHKニュース』や『NHKきょうのニュース』なども触れる。

## 『NHKきょうのニュース』・『NHKニュース』
『NHKきょうのニュース』は1960年4月に、総合テレビ初の大型ニュース番組として、22時 - 22時20分の枠で放送を開始した。従来からの「アナウンサーが原稿を読んで伝える」形式に加えて、取材した記者のリポートや現場からの中継、専門家の解説やスタジオでのインタビュー、アイドホール（初期のプロジェクタ）を用いたフィルム映像の映写などを組み合わせて伝える形態は、現在の多くの報道番組やニュースショーの演出の原型となる。なお初代司会者は今福祝だった。
1963年4月、『NHKきょうのニュース』はそれまでの『NHKニュース』を改題する形で19時からの放送となり、1966年10月25日からはカラー放送となった。
1972年4月からは再度『NHKニュース』に改題。1978年の音声多重放送開始後は、NHKの報道番組として初めて副音声が英語の2か国語放送を採用した。午後7時の『NHKニュース』（番組表などでは「7時のニュース」とも表記された）は、1993年4月4日まで放送された。なお「きょうのニュース」は23時台の最終版（当時は原則として当日の最終番組でもあった）として、1984年3月まで放送された。

## 概要
1993年（平成5年）4月5日に放送を開始。1993年3月まで約20年に渡ってNHKの大型ニュース枠は平日21時台（主に『ニュースセンター9時』）に置かれてきたが、それを改革して19時台に移動させたものが本番組である。
その後大型ニュース枠を再び21時台（もしくは22時台）に譲り、放送時間を短縮したが、逆に土・日曜は放送時間を増やしたことで、全曜日で放送時間を統一させている。
副音声で英語吹き替えによる2か国語放送を実施している。NHKのテレビ放送のワイドニュースでは唯一、年末年始も放送する完全帯番組である。国際放送によって、日本以外の国家でも視聴できる。
2000年（平成12年）3月27日から、リアルタイム字幕放送を実施。当初は音声認識方式のみであったが、のちに速記ワープロ入力やリスピーク（言い直し）方式も採用され、スタジオだけでなく、ニュース素材の音声部分や会話のやり取りなども字幕表示されるようになった。
日本国内で競合する民放キー局の大半がバラエティ番組を編成している時間帯（ゴールデンタイム）であり、2000年（平成12年）のリニューアル後は、セットを特設して日本人MLB選手の活躍を連日特集するなど、柔軟な内容も取り混ぜ工夫を重ねている。
民放キー局が同時間帯で報道番組を編成したケースとしては、『NHKニュース』時代におけるTBS『JNNニュースコープ』やテレビ朝日『ニュースシャトル』、本番組時代におけるTBS『総力報道!THE NEWS』があるが、いずれも短期間で終了・撤退している。
日本で最も視聴されているニュース番組であり、ビデオリサーチ調べによる関東地区において、2000年代後半以降は15%以上の比較的安定した視聴率を記録し、2008年（平成20年）上半期に、総合テレビをゴールデンタイム視聴率1位に至らせた。また、緊急報道・特別報道がある日は、20%台を超える視聴率を記録している。
2022年4月4日以降は冒頭のOPが他のNHKニュースと同じものに統一されたほか、2023年4月3日放送分からユニバーサル・デザイン導入に伴い、番組内で表示されていた独自のアイコンやテロップなどが廃止され、『NHKニュース』や『NHKニュースおはよう日本』などの他の報道番組と統一され、番組ロゴの「7」のデザインを「傾き」が緩いものに変更し、番組中で表示される「斜め線」のデザインの「傾き」も同様に変更している。
2024年4月1日から、「NHK NEWS」のオープニングアイキャッチが廃止され、ピアノのメロディのみだったが、5日から復活している。

## 放送時間
| 期間      | 期間      | 月曜日 - 金曜日       | 土曜日                | 日曜日                |
| --------- | --------- | --------------------- | --------------------- | --------------------- |
| 1993.4.5  | 1996.3.31 | 19:00 - 19:57（57分） | 19:00 - 19:27（27分） | 19:00 - 19:20（20分） |
| 1996.4.1  | 1998.3.29 | 19:00 - 19:40（40分） | 19:00 - 19:27（27分） | 19:00 - 19:20（20分） |
| 1998.3.30 | 2000.3.26 | 19:00 - 19:57（57分） | 19:00 - 19:27（27分） | 19:00 - 19:20（20分） |
| 2000.3.27 | 2000.10.1 | 19:00 - 19:35（35分） | 19:00 - 19:30（30分） | 19:00 - 19:20（20分） |
| 2000.10.2 | 2004.3.28 | 19:00 - 19:30（30分） | 19:00 - 19:30（30分） | 19:00 - 19:20（20分） |
| 2004.3.29 | 現在      | 19:00 - 19:30（30分） | 19:00 - 19:30（30分） | 19:00 - 19:30（30分） |

57分間時代はスポーツを10分程伝えた。1999年度まで国民の祝日は19:30までの短縮放送。1996年度と1997年度は、『ドラマ新銀河』のため40分の放送。気象情報担当キャスターの出演及び「特報7」と呼ばれていた特集コーナーが無くなった。1998年と1999年は気象情報は19:50から19:55まで。
年末年始（12月25日から1月6日まで）及びゴールデンウィーク（4月27日から5月7日まで）に短縮放送を実施する場合があるが、実際は年度により異なる。年末年始については休止したケースもある。国政選挙や統一地方選挙の開票速報を放送するにあたり、『大河ドラマ』の放送時間帯を移動した際は短縮放送を実施する。
| 期間       | 期間       | 番組名              | 月曜 - 金曜日         | 土曜日                | 日曜日                |
| ---------- | ---------- | ------------------- | --------------------- | --------------------- | --------------------- |
| 1963.4.1   | 1964.4.5   | NHKきょうのニュース | 19:00 - 19:30（30分） | 19:00 - 19:30（30分） | 19:00 - 19:20（20分） |
| 1964.4.6   | 1964.10.4  | NHKきょうのニュース | 19:00 - 19:30（30分） | 19:00 - 19:30（30分） | 19:00 - 19:25（25分） |
| 1964.10.5  | 1964.10.25 | NHKきょうのニュース | 19:00 - 19:30（30分） | 19:00 - 19:30（30分） | 19:00 - 19:30（30分） |
| 1964.10.26 | 1965.4.4   | NHKきょうのニュース | 19:00 - 19:30（30分） | 19:00 - 19:30（30分） | 19:00 - 19:25（25分） |
| 1965.4.5   | 1969.4.6   | NHKきょうのニュース | 19:00 - 19:30（30分） | 19:00 - 19:30（30分） | 19:00 - 19:30（30分） |
| 1969.4.7   | 1972.4.2   | NHKきょうのニュース | 19:00 - 19:30（30分） | 19:00 - 19:30（30分） | 19:00 - 19:20 (20分)  |
| 1972.4.3   | 1976.4.4   | NHKニュース         | 19:00 - 19:30（30分） | 19:00 - 19:20（20分） | 19:00 - 19:20（20分） |
| 1976.4.5   | 1982.4.4   | NHKニュース         | 19:00 - 19:23（23分） | 19:00 - 19:16（16分） | 19:00 - 19:16（16分） |
| 1982.4.5   | 1991.3.31  | NHKニュース         | 19:00 - 19:27（27分） | 19:00 - 19:17（17分） | 19:00 - 19:17（17分） |
| 1991.4.1   | 1993.4.4   | NHKニュース         | 19:00 - 19:30 (30分)  | 19:00 - 19:30 (30分)  | 19:00 - 19:20 (20分)  |

当節では『NHKきょうのニュース』を起点として、1963年4月以降の放送時間を記載する。
NHKクロニクル番組表ヒストリーのサイトには1963年4月 - 1972年3月は『きょうのニュース』1972年4月 - 1982年3月は『ニュース』、1982年4月 - 1985年3月は『ニュース・天気予報』、1985年4月 - 1993年3月は『7時のニュース』の名称で記載されている。
1987年12月17日は19:30、1991年4月7日は19:12終了など重大ニュースや編成の都合（主に選挙時の『大河ドラマ』の枠移動）で終了時間の変更が度々行われ、この措置は現在に受け継がれている。祝日の放送に関しては日曜日と同じ時間で放送されていた。

### 総合テレビ以外での放送
- NHKワールド・プレミアム - 2011年度より、総合テレビ以外での放送はNHKワールド・プレミアムのみで放送されている（1990年代後半の配信開始当初から放送されているが、ノンスクランブル放送は2008年9月29日放送分より開始）。
- モバイル.n - 2008年に配信終了、同年12月1日からNHKオンデマンド、2020年3月1日からNHKプラスで配信される。
- NHKワールドTV - 同時放送のあと20:00に再放送を行い「英語主音声・日本語副音声」で放送。2008年3月31日より同時放送でも英語主音声で放送した。完全英語放送化による大規模な番組改編に伴い、2009年2月1日で放送終了したが、2025年3月31日から約16年ぶり[注釈 3]に同時放送を再開する予定[9][10]。
- BSハイビジョン - 2000年12月1日から2006年12月30日まで放送[注釈 4]。野球中継や特集番組があるときを除いて放送されていた。
- 衛星第2テレビ - 放送開始以来、地上波難視聴対策としてサイマル放送されていたが、NHK-BS再編による閉局に伴い、2011年3月31日で放送終了。
- BS103チャンネル（旧：BSプレミアム） - 2024年1月9日から6月30日まで『令和6年能登半島地震関連情報』（1月12日からは『総合テレビ（石川県内）同時放送』）としてサイマル放送[11][12][13][14]。

## 重大ニュース・特別編成時などの対応
緊急報道や国政選挙の公示日には、放送時間を数分間の延長も度々行われる他、ほかの時間帯の番組を休止して特設ニュース扱いで本番組を臨時に放送する場合がある。2000年度以降、平日の放送時間が30分間となってからは『クローズアップ現代』や20時前の気象情報を休止させることがある。ただし、放送開始時刻の繰り上げはほとんどない。なお、かつて、数分の延長する場合には、直前に流れる19:30開始番組の番宣スポットで知ることができる。さらに、衆議院解散が事前通告されている場合は、予め放送時間を拡大するケースもある。2020年度からは緊急報道時には19時台に関係なく本番組のフォーマットを踏襲した特設ニュースを放送する場合がある。2023年4月23日（日曜日）は『ダーウィンが来た!』が時間拡大したため、10分短縮の19:20までとなった。
NHKワールドTV
数分間延長される場合であっても番組編成の都合上、19:30前で途中飛び降りとなり通常どおり終了となった（時差放送は独自で番組終了の画面を表示することもある）。再放送は、選挙関連の『討論スペシャル』や放送時間の大幅な延長が行われた場合は休止。しかし、20時台にかけて延長となった場合、内容によってはそのまま同時放送を続ける場合もある。

### 臨時的な放送時間の変更
- アメリカ同時多発テロ事件[17][18][19]や新潟県中越地震など、数日間に渡って『クローズアップ現代』を休止させたこともある。
- 北朝鮮拉致被害者帰国（2004年5月22日） - 18時台からの被害者を交えた記者会見中に19時になったため19時から本番組扱いとなり、右下にタイトルなど本番組としてのテロップを出してそのまま中継を続けた。
- 福田康夫の首相指名（2007年9月25日） - 18:40に開始時刻を繰り上げた（2か国語放送と字幕放送は通常通り19:00から）。BSでの放送は18:40から19:00はBS1で、18:55から19:00はBS2でも放送し、以降はBS2に完全に切り替わった。NHKワールドは通常通りの時刻に飛び乗りを行う。総合テレビのみ18:55から2分ほど天気ループの表示を行った。これは関連ニュースの放送により各地域の気象情報の放送ができないため、代わりの措置として行われた。
- 北海道洞爺湖サミット（2008年7月6日から9日） - NHKワールドTVは英語ニュース番組の特別編成のため再放送は休止。7月7日は洞爺湖サミット関連ニュースで延長したが、BS2では「七夕 ライトダウンの夜」放送のために19:45で終了した。
- 東北地方太平洋沖地震（2011年3月11日から4月25日） - 11日、12日は21:00、13日は20:30、14、15、18日は20:55まで延長、19日以降は20:00まで延長。23日は開始前に発生した地震報道のため18:58から繰り上げて放送した。14日から18日の衛星放送は、総合テレビと臨時に同時中継したBS1に暫時的に移行したが、19日から31日も引き続き震災関連放送に伴う臨時処置としてBS1・2同時放送となった。3月31日の放送がBS2における最後のニュース番組（かつ地上波同時放送も最後）となった。4月9日から土日は通常編成に戻ったが、平日は4月25日まで放送されていた。2012年以降、震災発生当日の3月11日は必ず放送時間を20:00まで延長している[注釈 7]。
- 三陸沖地震（2012年3月14日） - 総合テレビ、NHKワールド・プレミアムとも18:59に開始時刻を繰り上げた（これに伴い、2か国語放送と字幕放送も1分繰り上げてこの時間から開始。NHKワールド・プレミアムのノンスクランブル放送開始時間も1分繰り上げとなった）。放送開始時刻の繰り上げがあった事例は後述にある2012年8月12日のロンドンオリンピック男子マラソンの中継に伴う繰り上げを含めて3例確認されている。
- 三陸沖地震（2012年12月7日） - 放送枠自体は通常どおり19:00 - 19:30であったものの、17:18頃から津波警報・注意報関連の全波一斉放送の特設ニュースを行っていたため、オープニングは省略し、「7時です」のコメントを挿入した程度にとどめて放送された。この時は通常の総合テレビとNHKワールド・プレミアムに加えて、Eテレ、BS1、BSプレミアムでも同時放送された（BS再編後の本番組における地上波同時放送は事実上初となった）。EPG上では「NHKニュース7」ではなく「ニュース」として表記されていた。2か国語放送はEテレを除く全チャンネル、リアルタイム字幕放送は国内向けテレビ放送全波で実施された。19:20に津波警報・注意報がすべて解除されたため番組終了の19:30で全波一斉に離脱し、通常編成に戻った。
- 安保法案関連（2015年9月16日） - この日は参議院特別委員会で行われている｢安保関連｣の特設ニュースを総合テレビで18:20から放送し、19:00をまたいだが、EPG上の開始時間及びオープニングタイトルの表示は19:13になり、EPG上の終了時間が19:50までとなった。なお、関連ニュースは、19:50以降も引き続き放送された。
- 新型コロナウイルス感染症関連

1. 東京都などの7都府県への緊急事態宣言（2020年4月7日） - この日は一部地域への緊急事態宣言の発令に伴う生活情報及および首相（当時）の安倍晋三の記者会見の中継を行うため、20:45までの拡大放送を実施した。なお、緊急事態宣言が全国に拡大されたときも同様の処置を取った。
2. 東京都、神奈川県、埼玉県、千葉県への緊急事態宣言関連（2021年1月4日 - 1月9日） - 1月4日は1都3県に緊急事態宣言が発令されることが決定、同月7日は緊急事態宣言が発令されるのに伴い、両日とも12:20から12:45に本放送とは別に本番組のフォーマットを踏襲した特設ニュースを放送した。また、1月9日は首都圏ローカルで、緊急事態宣言発令に伴う生活情報及び感染対策情報を伝えるため、12:15より本番組のフォーマットを踏襲した特設ニュースを放送した。（尚、3日とも本放送時の担当キャスターは出演せず）
3. 国内初のワクチン接種開始（2021年2月17日） - この日は国内で初めて新型コロナウイルスのワクチン接種が開始されたことに伴い、本放送とは別に12:00 - 12:38に本番組のフォーマットを踏襲した特設ニュースを放送。平日版サブキャスターの上原は出演したが、平日版メインキャスターの瀧川及び週末版メインキャスターの青井は出演せず、正午の定時ニュースを担当している三條雅幸が進行を担当した。

- ジョー・バイデン次期大統領の勝利宣言に伴う演説及び立皇嗣の礼の中継（2020年11月8日） - この日、バイデンがアメリカ大統領選挙にて勝利宣言をしたことに伴う演説を中継するのと、文仁親王が皇嗣になったことを国内外に宣明する立皇嗣の礼を中継するため、10:00より本番組のスタジオ、テロップ及び出演者を踏襲した特設ニュースを放送した。週末版メインキャスターである青井が担当し、19時からの本放送時もこのことに関するニュースを放送するため20:00まで延長して放送した。
- 宮城県沖地震（2021年3月20日） - 18:09頃から津波注意報関連の全波一斉放送の特設ニュースを行っており、関東地方、中部地方、近畿地方以外の総合テレビは18:45に離脱し、各地区のニュース・気象情報(東北地方以外)や東北地方は宮城県沖地震の地震津波情報を放送し、中国地方は18:57に飛び乗り、北海道地方と四国地方は18:59に飛び乗り、東北地方と九州沖縄は19:00に飛び乗り、Eテレ、BSプレミアムは18:50に離脱、関東地方、中部地方、近畿地方の総合テレビとBS1は特設ニュース終了の20:55まで実施しており、この日はBS1でも放送された上特設ニュース扱いで20:00までの延長放送となった。本番組では2012年の三陸沖地震時以来のBSサイマル放送となったほか、特設ニュース扱いとなった関係で通常本番組では実施していない時刻表示が実施された。三陸沖地震時同様、オープニングは省略、「7時になりました」のコメントを挿入した程度にとどめて放送した。なおEPG上では開始後しばらくは当番組の予定だったが、中止となった[注釈 8]。19:30より「ニュース」として表記され、番組テロップも全編にわたり通常のNHKニュース仕様のテロップを使用した[注釈 9]。
- 聖火リレー出発式典（2021年3月25日） - この日2020年東京オリンピックの聖火リレー出発に伴い福島県で開催される聖火リレー出発式典を中継するため、BS1にて総合テレビの本放送とは別に9:00 - 10:00に本番組のフォーマットを踏襲した特設ニュースを放送した。総合テレビ以外のNHKの放送波で本番組の特番が組まれるのは、前述した三陸沖地震時などの全波一斉放送や宮城県沖地震などの総合テレビ・BS1同時放送を除いて初となる。なお、本来は総合テレビでの放送予定だったが[注釈 10]、急遽同時間帯に国会中継が組まれたことにより、さらにEテレでは選抜高等学校野球大会の中継を行っていたため、BS1での放送となった。国内初のワクチン接種開始時の本番組の特設ニュースと同様に、平日版メインキャスターの瀧川及び週末版メインキャスターの青井は出演せず、三條が進行を担当。また、スタジオゲストとしてマラソン元選手の野口みずきが出演した。
- 静岡県熱海市での大規模土石流（2021年7月3日） - この日は静岡県や神奈川県などの広い範囲で大雨が降っており、この影響で10時半ごろ静岡県熱海市で大規模土石流が発生した事に伴い、13時ごろから開始した特設ニュースに続き、13:55 - 14:55に本来放送予定の『土曜スタジオパーク』とサブチャンネルの『プロ野球2021「ロッテ」対「楽天」』を急遽休止し[注釈 11]、14:00 - 15:00に本放送とは別に本番組のフォーマットで特設ニュースを放送。瀧川・青井は出演せず、井上二郎がこの特設ニュースを担当。
- 衆議院解散（2021年10月14日） - この日の午後衆議院の任期満了に伴い衆議院が解散されるため、衆議院解散の瞬間を中継するため13:00 - 13:45に本番組のフォーマットで特設ニュースを放送。瀧川・青井は出演せず、三條がこの特設ニュースを担当。本放送もこれに伴う首相の岸田文雄の記者会見の中継や関連ニュースのため20:15まで延長して放送。
- 安倍晋三銃撃事件（2022年7月8日） - この日の昼前、奈良市内の近畿日本鉄道大和西大寺駅付近にて、元内閣総理大臣で衆議院議員の安倍晋三が銃殺されたことを受け、同日の放送を急遽20:45まで延長して放送。また、この日はBS1でも同時放送された。
- 北朝鮮のミサイル発射（2023年2月18日） - この日の17時22分ごろ、北朝鮮から日本海に向けて大陸間弾道ミサイル（ICBM）が発射されたのを受け、18:20頃に『週刊ワールドニュース』を打ち切り事実上本番組を前拡大の上で2部構成化（18:20頃 - 19:30、18:45 - 19:00は各地区のニュース・気象情報で中断）する形で緊急ニュースを放送した。拡大パートは18時のニュースを担当する中山果奈が出演し、通常放送の19:00以降もこのことに関するニュースを中心に放送した。
- 能登半島地震（2024年1月1日） - この日の16時10分に発生した地震により、1日は21:00、2日以降については後述する羽田空港の事故関連のニュースと合わせる形で2日は20:55、3日は20:00、4日は19:57、5日は19:33、6日は19:32、7日と8日は19:57まで放送された。ちなみに、震災1年にあたる2025年1月1日は19:40までの延長。
- 日本航空516便衝突炎上事故（2024年1月2日） - この日の17時48分ころ、日本航空516便に海保みずなぎ1号が接触して炎が上がり、そのまま煙と炎を上げながら滑走した。能登半島地震関連のニュースと合わせて2日は20:55、3日は20:00、4日は19:57、5日は19:33、6日は19:32まで放送された。
- 日向灘の地震（2024年8月8日） - この日の16時43分に発生した地震により、20:55まで延長した。なお、20:55からローカルニュースを5分間放送したのち、21:00からの『ニュースウオッチ9』でも、引き続き地震関連ニュースを伝えた。

放送時間延長トップ3
1. 22:50 - 1995年1月17日、阪神・淡路大震災のため[20][21][22][23]。
2. 22:00 - 2000年5月3日、西鉄バスジャック事件のため。22:00からは引き続き『ニュース10』を放送（なお、この日は祝日で『ニュース9』の放送がなかった）。
3. 21:15 - 1993年6月9日、皇太子徳仁親王結婚の儀のため。21:15からは10分間、『NHKニュース』を放送。

### オリンピックなどの対応
国際放送は放送権の都合上、同時放送は休止し、18時のニュースの時差放送など別番組に差し替えられる。このためオリンピックコーナーとその他放送できない一部のスポーツニュース、気象情報（気象情報はカットしない場合がある）などを省いて15分程度に再編集した内容が1時間遅れで時差放送し、残り時間はフィラー映像やミニ番組などで穴埋めされる（オリンピック関連については国際放送独自で5分間のハイライト番組をニュース番組時差放送終了後に別途放送される）。オープニング・クロージングはNHKワールド向けに独自で作成したもの（通常放送と同じフォーマット）に差し替えとなる。FIFAワールドカップの場合は日本代表が出場する試合の前日と当日のみ時差放送を行うほかは通常通り国内同時放送を行う。
オリンピックやサッカーワールドカップなど日本が出場する国際大会開催時は特別編成が取られることがあったほか、1999年度まではスポーツ担当キャスターが現地から登場していた。その他のスポーツニュースについては、基本的にメインキャスターが代行するが、場合によっては別のアナウンサーが登場することもあった。ただし、2000年度以降は、スポーツキャスターが不在のため、別の番組のスポーツキャスターが出演。
- シドニーオリンピック期間中は19:00から20:43とし、中継を優先させて放送。中継（柔道）が7時以降も続く場合、7時に左下に「NHKニュース7」のロゴを数秒間表示、中継が終了したところでキャスターが登場して本編（ニュース）が開始した。冒頭で畠山は「今夜もシドニーオリンピックの模様を織り交ぜながら、午後8時43分までお伝えします」とコメントしていた。なおこの期間は気象情報担当キャスターの出演はなかった。2000年9月15日と10月1日の放送は開・閉会式中継のため休止。
- FIFAワールドカップ日韓大会の中継の都合上20:00から（タイトルはそのまま）放送した事例、または決勝戦のあった6月30日には15分に短縮した事例もある。
- 北京オリンピック期間中は、日によって変則的な編成となった。大会期間後半は通常編成。
  - 8月16日が7分遅れの19:07から19:50、17日は17分遅れの19:17から20:00[注釈 12]で放送。通常時間帯に競技中継が行われた場合には、開始時刻を18:45前後として10分程度放送した後競技中継に移り、終わってから再び放送するということもあった。
  - 8月6日から9日、13日、15日から17日は北京オリンピックの中継放送に内包して放送されるため、総合テレビのみ放送。BS2が休止となり、『にっぽん釣りの旅』（17日のみBSまるごと大全集「作詞家阿久悠の世界 時代を作り、時代を紡いだ歌」19:00から23:00の生放送）に差し替えて放送された。
  - NHKワールドTVの再放送はオリンピック開幕の最初の2日間を除き、全面休止となった。8月26日放送分から国内同時放送を再開。NHKワールドで8月17日放送分も当初はニュース7の時差放送を行う予定だったが、20:00から20:10は首都圏のローカルニュース（日本時間19:30から19:40放送分）に差し替えとなった。
- ロンドンオリンピック期間中は以下の体制となる。
  - 総合テレビでの放送時間は通常通りだが、7月29日の日曜日は当初、18:45 - 19:00にローカルニュース、19:00 - 19:30に本番組、21:00 - 21:45に大河ドラマが放送される予定だった[24]が、男子柔道66キロ級の予選中継が延びたため、19:30 - 19:40と21:37 - 21:57の2部編成[25]となった上で、ニュース本編が21:37 - 21:57に繰り下げ（その後21:57 - 22:02にローカルニュース、22:02 - 22:46に大河ドラマをそれぞれ繰り下げ放送）。また、8月9日は野田内閣不信任決議案関連のニュースがあったため19:00から19:40に放送時間枠を10分拡大。8月12日は当該時間帯に男子マラソンの中継を放送するため18:30から18:50に繰り上げ・2008年度の年末年始以来の20分間に短縮した放送となった（18:50から18:55はローカルニュースを放送）[注釈 13]。
  - NHKワールド・プレミアムでは20:00から20:15の時差放送となる（ただし、8月6日は19:55から20:10、8月12日は20:45から20:55の時差放送。8月14日から国内同時放送を再開）[注釈 14]。当該時間帯は総合テレビ18時台のニュースをノンスクランブルで時差放送を行う（8月4日・5日は除く）。なお、7月29日は当初20:45から21:00と21:50から22:00の時差放送が予定されていたが、前述の通り総合テレビにおける男子柔道の予選中継が21:37まで延びた関係で21:50からの時差放送には間に合わなかったため、予定されていた時差放送枠は『NHK BSニュース』やミニ番組などに変更され、『ニュース7』の番組自体が休止となった（時差放送枠のノンスクランブル放送は予定通り実施）。海外向けの放送で『ニュース7』が休止となったのはNHKワールド・プレミアムが2008年9月29日に一部時間帯でノンスクランブル放送を開始してからはこれが初めてである。なお、ロンドンオリンピック期間のエンディングタイトルは、「NHKニュース7&2012ロンドンオリンピック」と表示された。
- 2019年のラグビーワールドカップの決勝トーナメント第1戦の日本戦が行われた10月20日は10分間に短縮。
- 東京オリンピック期間中も通常の放送時間での体制となるが、試合の進行状況では、放送時間の繰り下げ・放送時間短縮、及びマルチ編成実施の措置を採る。
  - 7月24日は、19:13から19:18（メインチャンネルのみ）と20:29から21:00の2部編成となった。

### 地域飛び切りの対応
- 2020年3月26日 : 熊本放送局のみ当番組は19:30までの通常編成で途中打ち切り[注釈 15]。
- 2020年5月21日 : 大阪放送局のみ吉村知事の会見を行うため、19:35まで途中打ち切り[注釈 16]。

## 現在の出演者
2023年度からは司会グループの曜日分担を月曜日 - 木曜日と金曜日 - 日曜日・祝日の2班（金曜日の担当がこれまでの平日班から週末班に変更）に分けることになった。

### 月曜 - 木曜
キャスター
- 糸井羊司（2024年4月1日 - ）
- 副島萌生（2024年4月1日 - ）

気象情報
- 晴山紋音（2022年4月4日 - ）

### 金曜 - 日曜および祝日
キャスター
- 今井翔馬（2025年4月4日 - ）
- 森下絵理香（2024年4月5日 - ）※2023年4月7日 - 2024年3月31日まではフィールドキャスターを担当

気象情報
- 晴山紋音（2022年4月4日 - ）（金）※まれに土・日・祝日を向笠の代理で担当する場合あり
- 向笠康二郎（2021年4月3日 - ）（土・日・祝）※まれに月 - 金曜を晴山の代理で担当する場合あり

## 過去の出演者

### 平日
- ☆の付いている出演者は、隔週出演
- ○の付いている出演者は、首都圏ニュース845も兼務
- 2001年04月 - 2012年03月の期間は、祝日も平日のキャスターが担当
- 2011年04月から、ニュースリーダーはサブキャスターの名称に変更

| 期間      | 期間       | メインキャスター      | メインキャスター    | ニュースリーダー ↓ サブキャスター                                           | ニュースリーダー ↓ サブキャスター                                           | ニュースリーダー ↓ サブキャスター                                           | フィールド          | フィールド | スポーツ                                                       | 気象情報            | 気象情報          |
| 期間      | 期間       | 月 - 木               | 金                  | 月 - 水                                                                     | 木                                                                          | 金                                                                          | 月 - 木             | 金         | スポーツ                                                       | 月 - 水             | 木・金            |
| --------- | ---------- | --------------------- | ------------------- | --------------------------------------------------------------------------- | --------------------------------------------------------------------------- | --------------------------------------------------------------------------- | ------------------- | ---------- | -------------------------------------------------------------- | ------------------- | ----------------- |
| 1993.4.5  | 1994.4.1   | 川端義明 桜井洋子     | 川端義明 桜井洋子   | 村上信夫                                                                    | 村上信夫                                                                    | 村上信夫                                                                    | （不在）            | （不在）   | 小平桂子アネット                                               | 高田齋              | 高田齋            |
| 1994.4.4  | 1995.3.31  | 川端義明 桜井洋子     | 川端義明 桜井洋子   | 羽原順司 小野卓司 蔭山武人 福井慎二 武田真一 中村昇                         | 羽原順司 小野卓司 蔭山武人 福井慎二 武田真一 中村昇                         | 羽原順司 小野卓司 蔭山武人 福井慎二 武田真一 中村昇                         | （不在）            | （不在）   | 小平桂子アネット                                               | 村山貢司            | 村山貢司          |
| 1995.4.3  | 1996.3.29  | 森田美由紀            | 森田美由紀          | 羽原順司 小野卓司 蔭山武人 福井慎二 武田真一 中村昇                         | 羽原順司 小野卓司 蔭山武人 福井慎二 武田真一 中村昇                         | 羽原順司 小野卓司 蔭山武人 福井慎二 武田真一 中村昇                         | （不在）            | （不在）   | 内山俊哉                                                       | 村山貢司            | 村山貢司          |
| 1996.4.1  | 1997.3.28  | 森田美由紀            | 森田美由紀          | 羽原順司 小野卓司 蔭山武人 福井慎二 武田真一 中村昇                         | 羽原順司 小野卓司 蔭山武人 福井慎二 武田真一 中村昇                         | 羽原順司 小野卓司 蔭山武人 福井慎二 武田真一 中村昇                         | （不在）            | （不在）   | 内山俊哉                                                       | （メインが担当）    | （メインが担当）  |
| 1997.3.31 | 1998.3.27  | 森田美由紀            | 森田美由紀          | 羽原順司 小野卓司 蔭山武人 福井慎二 武田真一 中村昇                         | 羽原順司 小野卓司 蔭山武人 福井慎二 武田真一 中村昇                         | 羽原順司 小野卓司 蔭山武人 福井慎二 武田真一 中村昇                         | （不在）            | （不在）   | 竹林宏                                                         | （メインが担当）    | （メインが担当）  |
| 1998.3.30 | 1999.3.26  | 森田美由紀            | 森田美由紀          | 羽原順司 小野卓司 蔭山武人 福井慎二 武田真一 中村昇                         | 羽原順司 小野卓司 蔭山武人 福井慎二 武田真一 中村昇                         | 羽原順司 小野卓司 蔭山武人 福井慎二 武田真一 中村昇                         | （不在）            | （不在）   | 竹林宏                                                         | 田口晶彦            | 高田齋            |
| 1999.3.29 | 2000.3.24  | 森田美由紀            | 森田美由紀          | 羽原順司 小野卓司 蔭山武人 福井慎二 武田真一 中村昇                         | 羽原順司 小野卓司 蔭山武人 福井慎二 武田真一 中村昇                         | 羽原順司 小野卓司 蔭山武人 福井慎二 武田真一 中村昇                         | （不在）            | （不在）   | 冨坂和男                                                       | 田口晶彦            | 高田齋            |
| 2000.3.27 | 2002.9.27  | 畠山智之              | 畠山智之            | 柘植恵水 石井麻由子 秋野由美子 宮本愛子                                     | 柘植恵水 石井麻由子 秋野由美子 宮本愛子                                     | 柘植恵水 石井麻由子 秋野由美子 宮本愛子                                     | （不在）            | （不在）   | メインキャスター、女性サブキャスターがスポーツキャスターを兼務 | 藤井南美            | 島津尚子          |
| 2002.9.30 | 2003.3.28  | 畠山智之              | 畠山智之            | 柘植恵水 石井麻由子 秋野由美子 宮本愛子                                     | 柘植恵水 石井麻由子 秋野由美子 宮本愛子                                     | 柘植恵水 石井麻由子 秋野由美子 宮本愛子                                     | （不在）            | （不在）   | メインキャスター、女性サブキャスターがスポーツキャスターを兼務 | 藤井南美            | 荒嶋恵里子        |
| 2003.3.31 | 2004.3.26  | 畠山智之              | 畠山智之            | （不明）                                                                    | （不明）                                                                    | （不明）                                                                    | （不在）            | （不在）   | メインキャスター、女性サブキャスターがスポーツキャスターを兼務 | 藤井南美            | 荒嶋恵里子        |
| 2004.3.29 | 2006.3.31  | 畠山智之              | 畠山智之            | （不明）                                                                    | （不明）                                                                    | （不明）                                                                    | （不在）            | （不在）   | メインキャスター、女性サブキャスターがスポーツキャスターを兼務 | 半井小絵            | 半井小絵          |
| 2006.4.3  | 2008.3.28  | 阿部渉                | 阿部渉              | （不明）                                                                    | （不明）                                                                    | （不明）                                                                    | （不在）            | （不在）   | メインキャスター、女性サブキャスターがスポーツキャスターを兼務 | 半井小絵            | 半井小絵          |
| 2008.3.31 | 2009.3.27  | 武田真一              | 武田真一            | 兼清麻美 石井かおる 大沼ひろみ 伊東敏恵 塚原愛 江崎史恵 神田愛花 久保田祐佳 | 兼清麻美 石井かおる 大沼ひろみ 伊東敏恵 塚原愛 江崎史恵 神田愛花 久保田祐佳 | 兼清麻美 石井かおる 大沼ひろみ 伊東敏恵 塚原愛 江崎史恵 神田愛花 久保田祐佳 | （不在）            | （不在）   | メインキャスター、女性サブキャスターがスポーツキャスターを兼務 | 半井小絵            | 半井小絵          |
| 2009.3.30 | 2010.3.26  | 武田真一              | 武田真一            | 内藤裕子☆ 小郷知子☆                                                         | 内藤裕子☆ 小郷知子☆                                                         | 内藤裕子☆ 小郷知子☆                                                         | （不在）            | （不在）   | メインキャスター、女性サブキャスターがスポーツキャスターを兼務 | 半井小絵            | 半井小絵          |
| 2010.3.29 | 2011.4.1   | 武田真一              | 武田真一            | 小郷知子☆ 久保田祐佳☆○                                                      | 小郷知子☆ 久保田祐佳☆○                                                      | 小郷知子☆ 久保田祐佳☆○                                                      | （不在）            | （不在）   | メインキャスター、女性サブキャスターがスポーツキャスターを兼務 | 半井小絵            | 半井小絵          |
| 2011.4.4  | 2012.3.30  | 武田真一              | 武田真一            | 久保田祐佳☆○ 守本奈実☆○                                                     | 久保田祐佳☆○ 守本奈実☆○                                                     | 久保田祐佳☆○ 守本奈実☆○                                                     | （不在）            | （不在）   | メインキャスター、女性サブキャスターがスポーツキャスターを兼務 | 寺川奈津美          | 寺川奈津美        |
| 2012.4.2  | 2013.3.29  | 武田真一              | 武田真一            | 久保田祐佳☆○ 守本奈実☆○                                                     | 久保田祐佳☆○ 守本奈実☆○                                                     | 久保田祐佳☆○ 守本奈実☆○                                                     | （不在）            | （不在）   | メインキャスター、女性サブキャスターがスポーツキャスターを兼務 | 岡村真美子          | 岡村真美子        |
| 2013.4.1  | 2014.3.28  | 武田真一              | 武田真一            | 守本奈実☆○ 松村正代☆○                                                       | 守本奈実☆○ 松村正代☆○                                                       | 守本奈実☆○ 松村正代☆○                                                       | （不在）            | （不在）   | メインキャスター、女性サブキャスターがスポーツキャスターを兼務 | 岡村真美子          | 岡村真美子        |
| 2014.3.31 | 2014.8.29  | 武田真一              | 武田真一            | 松村正代☆○ 上條倫子☆○                                                       | 松村正代☆○ 上條倫子☆○                                                       | 松村正代☆○ 上條倫子☆○                                                       | （不在）            | （不在）   | メインキャスター、女性サブキャスターがスポーツキャスターを兼務 | 岡村真美子          | 岡村真美子        |
| 2014.9.1  | 2015.3.27  | 武田真一              | 武田真一            | 松村正代☆○ 上條倫子☆○                                                       | 松村正代☆○ 上條倫子☆○                                                       | 松村正代☆○ 上條倫子☆○                                                       | （不在）            | （不在）   | メインキャスター、女性サブキャスターがスポーツキャスターを兼務 | 寺川奈津美          | 寺川奈津美        |
| 2015.3.30 | 2016.4.1   | 武田真一              | 武田真一            | 松村正代☆○ 桑子真帆☆○                                                       | 松村正代☆○ 桑子真帆☆○                                                       | 松村正代☆○ 桑子真帆☆○                                                       | （不在）            | （不在）   | メインキャスター、女性サブキャスターがスポーツキャスターを兼務 | 寺川奈津美          | 寺川奈津美        |
| 2016.4.4  | 2017.3.31  | 武田真一              | 武田真一            | 松村正代☆○ 池田伸子☆○                                                       | 松村正代☆○ 池田伸子☆○                                                       | 松村正代☆○ 池田伸子☆○                                                       | （不在）            | （不在）   | メインキャスター、女性サブキャスターがスポーツキャスターを兼務 | 福岡良子            | 福岡良子          |
| 2017.4.3  | 2017.11.2  | 鈴木奈穂子            | 鈴木奈穂子          | 高井正智○ 瀧川剛史                                                          | 高井正智○ 瀧川剛史                                                          | 高井正智○ 瀧川剛史                                                          | （不在）            | （不在）   | メインキャスター、女性サブキャスターがスポーツキャスターを兼務 | 平野有海            | 平野有海          |
| 2017.11.6 | 2018.2.23  | 鈴木奈穂子            | 鈴木奈穂子          | 高井正智○ 瀧川剛史                                                          | 高井正智○ 瀧川剛史                                                          | 高井正智○ 瀧川剛史                                                          | （不在）            | （不在）   | メインキャスター、女性サブキャスターがスポーツキャスターを兼務 | 菊池真以            | 菊池真以          |
| 2018.2.26 | 2019.3.29  | 鈴木奈穂子            | 鈴木奈穂子          | 高井正智○ 瀧川剛史                                                          | 高井正智○ 瀧川剛史                                                          | 高井正智○ 瀧川剛史                                                          | （不在）            | （不在）   | メインキャスター、女性サブキャスターがスポーツキャスターを兼務 | 平野有海            | 平野有海          |
| 2019.4.1  | 2020.3.27  | 瀧川剛史              | 瀧川剛史            | 高井正智 上原光紀○                                                          | 高井正智 上原光紀○                                                          | 高井正智 上原光紀○                                                          | （不在）            | （不在）   | メインキャスター、女性サブキャスターがスポーツキャスターを兼務 | 平野有海            | 平野有海          |
| 2020.3.30 | 2020.4.6   | 瀧川剛史              | 瀧川剛史            | 井上裕貴 上原光紀○                                                          | 井上裕貴 上原光紀○                                                          | 井上裕貴 上原光紀○                                                          | （不在）            | （不在）   | メインキャスター、女性サブキャスターがスポーツキャスターを兼務 | 平野有海            | 平野有海          |
| 2020.4.7  | 2020.4.17  | 瀧川剛史              | 瀧川剛史            | 井上裕貴 上原光紀○                                                          | 井上裕貴 上原光紀○                                                          | 井上裕貴 上原光紀○                                                          | （不在）            | （不在）   | メインキャスター、女性サブキャスターがスポーツキャスターを兼務 | 斉田季実治 平野有海 | 福岡良子          |
| 2020.4.20 | 2020.5.26  | 瀧川剛史 井上裕貴     | 瀧川剛史 井上裕貴   | 上原光紀○                                                                   | 赤木野々花○                                                                 | 赤木野々花○                                                                 | （不在）            | （不在）   | メインキャスター、女性サブキャスターがスポーツキャスターを兼務 | 斉田季実治 平野有海 | 福岡良子          |
| 2020.5.27 | 2020.6.12  | 瀧川剛史              | 瀧川剛史            | 井上裕貴 上原光紀○                                                          | 井上裕貴 上原光紀○                                                          | 井上裕貴 上原光紀○                                                          | （不在）            | （不在）   | メインキャスター、女性サブキャスターがスポーツキャスターを兼務 | 平野有海 福岡良子   | 平野有海 福岡良子 |
| 2020.6.15 | 2021.1.8   | 瀧川剛史              | 瀧川剛史            | 井上裕貴 上原光紀○                                                          | 井上裕貴 上原光紀○                                                          | 井上裕貴 上原光紀○                                                          | （不在）            | （不在）   | メインキャスター、女性サブキャスターがスポーツキャスターを兼務 | 平野有海            | 平野有海          |
| 2021.1.12 | 2021.3.19  | 瀧川剛史              | 瀧川剛史            | 井上裕貴 上原光紀○                                                          | 井上裕貴 上原光紀○                                                          | 井上裕貴 上原光紀○                                                          | （不在）            | （不在）   | メインキャスター、女性サブキャスターがスポーツキャスターを兼務 | 斉田季実治          | 平野有海          |
| 2021.3.22 | 2021.3.26  | 瀧川剛史              | 瀧川剛史            | 井上裕貴 上原光紀○                                                          | 井上裕貴 上原光紀○                                                          | 井上裕貴 上原光紀○                                                          | （不在）            | （不在）   | メインキャスター、女性サブキャスターがスポーツキャスターを兼務 | 平野有海            | 平野有海          |
| 2021.3.29 | 2021.4.23  | 瀧川剛史              | 瀧川剛史            | 栗原望 上原光紀○                                                            | 栗原望 上原光紀○                                                            | 伊藤海彦 上原光紀○                                                          | （不在）            | （不在）   | メインキャスター、女性サブキャスターがスポーツキャスターを兼務 | 平野有海            | 平野有海          |
| 2021.4.26 | 2021.6.18  | 瀧川剛史              | 瀧川剛史            | 栗原望 上原光紀○                                                            | 栗原望 上原光紀○                                                            | 伊藤海彦 上原光紀○                                                          | （不在）            | （不在）   | メインキャスター、女性サブキャスターがスポーツキャスターを兼務 | 斉田季実治          | 平野有海          |
| 2021.6.21 | 2021.12.10 | 瀧川剛史              | 瀧川剛史            | 栗原望 上原光紀○                                                            | 栗原望 上原光紀○                                                            | 伊藤海彦 上原光紀○                                                          | （不在）            | （不在）   | メインキャスター、女性サブキャスターがスポーツキャスターを兼務 | 平野有海            | 平野有海          |
| 2021.12.1 | 2022.4.1   | 瀧川剛史              | 瀧川剛史            | 栗原望 上原光紀○                                                            | 栗原望 上原光紀○                                                            | 伊藤海彦 上原光紀○                                                          | （不在）            | （不在）   | メインキャスター、女性サブキャスターがスポーツキャスターを兼務 | 山神明理            | 向笠康二郎        |
| 2022.4.4  | 2023.3.31  | 瀧川剛史              | 瀧川剛史            | 今井翔馬 林田理沙                                                           | 今井翔馬 林田理沙                                                           | 今井翔馬 林田理沙                                                           | （不在）            | （不在）   | メインキャスター、女性サブキャスターがスポーツキャスターを兼務 | 晴山紋音            | 晴山紋音          |
| 2023.4.3  | 2024.3.29  | 和久田麻由子 瀧川剛史 | 高井正智 山内泉     | （不在）                                                                    | （不在）                                                                    | （不在）                                                                    | 今井翔馬☆ 川﨑理加☆ | 森下絵理香 | メインキャスター、女性サブキャスターがスポーツキャスターを兼務 | 晴山紋音            | 晴山紋音          |
| 2024.4.1  | 2025.3.28  | 糸井羊司 副島萌生     | 高井正智 森下絵理香 | （不在）                                                                    | （不在）                                                                    | （不在）                                                                    | （不在）            | 川口由梨香 | メインキャスター、女性サブキャスターがスポーツキャスターを兼務 | 晴山紋音            | 晴山紋音          |
| 2025.3.31 | 現在       | 糸井羊司 副島萌生     | 今井翔馬 森下絵理香 | （不在）                                                                    | （不在）                                                                    | （不在）                                                                    | （不在）            | 畠山衣美   | メインキャスター、女性サブキャスターがスポーツキャスターを兼務 | 晴山紋音            | 晴山紋音          |

### 土・日・祝日
- 2001年04月 - 2012年03月の期間は、祝日は平日のキャスターが担当
- 2011年04月から、ニュースリーダーはサブの名称に変更
- ○の付いている出演者は、2018年度まで祝日に放送していた首都圏ニュース845も兼務

| 期間       | 期間       | メインキャスター    | ニュースリーダー ↓ サブキャスター | ニュースリーダー ↓ サブキャスター | フィールド | スポーツ                               | 気象情報       | 気象情報       | 気象情報       |
| 期間       | 期間       | メインキャスター    | 土                                | 日                                | フィールド | スポーツ                               | 土             | 日             | 祝日           |
| ---------- | ---------- | ------------------- | --------------------------------- | --------------------------------- | ---------- | -------------------------------------- | -------------- | -------------- | -------------- |
| 1993.4.10  | 1995.3.26  | 森田美由紀          | （不明）                          | （不明）                          | （不在）   | メインキャスター、サブキャスターが兼務 | （不在）       | （不在）       | （不在）       |
| 1995.4.1   | 1999.3.28  | 宮田修              | （不明）                          | （不明）                          | （不在）   | メインキャスター、サブキャスターが兼務 | （不在）       | （不在）       | （不在）       |
| 1999.4.3   | 2000.3.26  | 畠山智之            | （不明）                          | （不明）                          | （不在）   | メインキャスター、サブキャスターが兼務 | （不在）       | （不在）       | （不在）       |
| 2000.4.1   | 2002.9.29  | 石澤典夫            | （不明）                          | （不明）                          | （不在）   | メインキャスター、サブキャスターが兼務 | 島津尚子       | （不在）       | 島津尚子       |
| 2002.10.5  | 2003.3.30  | 石澤典夫            | （不明）                          | （不明）                          | （不在）   | メインキャスター、サブキャスターが兼務 | 荒嶋恵里子     | （不在）       | 荒嶋恵里子     |
| 2003.4.5   | 2004.3.28  | 伊藤博英            | （不明）                          | （不明）                          | （不在）   | メインキャスター、サブキャスターが兼務 | 荒嶋恵里子     | （不在）       | 荒嶋恵里子     |
| 2004.4.3   | 2005.3.27  | 末田正雄            | （不明）                          | （不明）                          | （不在）   | メインキャスター、サブキャスターが兼務 | 荒嶋恵里子     | 荒嶋恵里子     | （平日が担当） |
| 2005.4.2   | 2008.3.30  | 末田正雄            | （不明）                          | （不明）                          | （不在）   | メインキャスター、サブキャスターが兼務 | 山本志織       | 山本志織       | （平日が担当） |
| 2008.4.5   | 2009.3.29  | 野村正育            | （不明）                          | （不明）                          | （不在）   | メインキャスター、サブキャスターが兼務 | 山本志織       | 山本志織       | （平日が担当） |
| 2009.4.4   | 2010.3.28  | 野村正育            | 滝島雅子                          | 宮本愛子                          | （不在）   | メインキャスター、サブキャスターが兼務 | 山本志織       | 山本志織       | （平日が担当） |
| 2010.4.3   | 2011.3.27  | 野村正育            | 結城さとみ                        | 結城さとみ                        | （不在）   | メインキャスター、サブキャスターが兼務 | 山本志織       | 山本志織       | （平日が担当） |
| 2011.4.2   | 2012.4.1   | 小郷知子            | 高瀬耕造                          | 高瀬耕造                          | （不在）   | メインキャスター、サブキャスターが兼務 | 岡村真美子     | 岡村真美子     | （平日が担当） |
| 2012.4.7   | 2014.3.30  | 小郷知子            | 佐藤龍文○                         | 佐藤龍文○                         | （不在）   | メインキャスター、サブキャスターが兼務 | 寺川奈津美     | 寺川奈津美     | 寺川奈津美     |
| 2014.4.5   | 2014.8.31  | 守本奈実            | 瀧川剛史○                         | 瀧川剛史○                         | （不在）   | メインキャスター、サブキャスターが兼務 | 寺川奈津美     | 寺川奈津美     | 寺川奈津美     |
| 2014.9.6   | 2014.12.28 | 守本奈実            | 瀧川剛史○                         | 瀧川剛史○                         | （不在）   | メインキャスター、サブキャスターが兼務 | 岡村真美子     | 岡村真美子     | 岡村真美子     |
| 2015.1.3   | 2015.3.29  | 守本奈実            | 瀧川剛史○                         | 瀧川剛史○                         | （不在）   | メインキャスター、サブキャスターが兼務 | （不在）       | （不在）       | （不在）       |
| 2015.4.4   | 2016.3.27  | 守本奈実            | 中山庸介○                         | 中山庸介○                         | （不在）   | メインキャスター、サブキャスターが兼務 | 菊池真以       | 菊池真以       | 菊池真以       |
| 2016.4.2   | 2017.4.2   | 高瀬耕造            | 橋本奈穂子○                       | 橋本奈穂子○                       | （不在）   | メインキャスター、サブキャスターが兼務 | 菊池真以       | 菊池真以       | 菊池真以       |
| 2017.4.8   | 2017.11.5  | 井上あさひ          | 井上裕貴○                         | 井上裕貴○                         | （不在）   | メインキャスター、サブキャスターが兼務 | 菊池真以       | 菊池真以       | 菊池真以       |
| 2017.11.11 | 2018.4.1   | 井上あさひ          | 井上裕貴○                         | 井上裕貴○                         | （不在）   | メインキャスター、サブキャスターが兼務 | 渡辺蘭         | 渡辺蘭         | 渡辺蘭         |
| 2018.4.7   | 2019.3.31  | 井上あさひ          | 井上裕貴○                         | 井上裕貴○                         | （不在）   | メインキャスター、サブキャスターが兼務 | 國本未華       | 國本未華       | 國本未華       |
| 2019.4.6   | 2020.3.29  | 青井実              | 井上裕貴 池田伸子                 | 井上裕貴 池田伸子                 | （不在）   | メインキャスター、サブキャスターが兼務 | 國本未華       | 國本未華       | 國本未華       |
| 2020.4.4   | 2020.4.5   | 青井実              | 伊藤海彦 池田伸子                 | 伊藤海彦 池田伸子                 | （不在）   | メインキャスター、サブキャスターが兼務 | 中村美公       | 中村美公       | 中村美公       |
| 2020.4.11  | 2020.4.19  | 青井実              | 伊藤海彦 池田伸子                 | 伊藤海彦 池田伸子                 | （不在）   | メインキャスター、サブキャスターが兼務 | （平日が担当） | （平日が担当） | （平日が担当） |
| 2020.4.25  | 2020.5.6   | 青井実              | 池田伸子                          | 池田伸子                          | （不在）   | メインキャスター、サブキャスターが兼務 | （平日が担当） | （平日が担当） | （平日が担当） |
| 2020.5.9   | 2020.5.31  | 青井実              | 池田伸子                          | 池田伸子                          | （不在）   | メインキャスター、サブキャスターが兼務 | 中村美公       | 中村美公       | 中村美公       |
| 2020.6.6   | 2021.3.28  | 青井実              | 伊藤海彦 池田伸子                 | 伊藤海彦 池田伸子                 | （不在）   | メインキャスター、サブキャスターが兼務 | 中村美公       | 中村美公       | 中村美公       |
| 2021.4.3   | 2022.4.3   | 青井実              | 伊藤海彦 池田伸子                 | 伊藤海彦 池田伸子                 | （不在）   | メインキャスター、サブキャスターが兼務 | 向笠康二郎     | 向笠康二郎     | 向笠康二郎     |
| 2022.4.9   | 2023.4.2   | 高井正智            | 深川仁志 川﨑理加                 | 深川仁志 川﨑理加                 | （不在）   | メインキャスター、サブキャスターが兼務 | 向笠康二郎     | 向笠康二郎     | 向笠康二郎     |
| 2023.4.8   | 2024.3.31  | 高井正智 山内泉     | （不在）                          | （不在）                          | 森下絵理香 | メインキャスター、サブキャスターが兼務 | 向笠康二郎     | 向笠康二郎     | 向笠康二郎     |
| 2024.4.6   | 2025.3.28  | 高井正智 森下絵理香 | （不在）                          | （不在）                          | 川口由梨香 | メインキャスター、サブキャスターが兼務 | 向笠康二郎     | 向笠康二郎     | 向笠康二郎     |
| 2025.4.5   | 2025.4.13  | 今井翔馬 森下絵理香 | （不在）                          | （不在）                          | 畠山衣美   | メインキャスター、サブキャスターが兼務 | 向笠康二郎     | 向笠康二郎     | 向笠康二郎     |
| 2025.4.18  | 現在       | 今井翔馬 森下絵理香 | （不在）                          | （不在）                          |            | メインキャスター、サブキャスターが兼務 | 向笠康二郎     | 向笠康二郎     | 向笠康二郎     |

### 1993年3月までの「7時のニュース」キャスター

#### 平日版
| 期間      | 期間      | 月火                          | 水木                          | 金                            |
| --------- | --------- | ----------------------------- | ----------------------------- | ----------------------------- |
| 1954      | 1960.4.1  | （不明）                      | （不明）                      | （不明）                      |
| 1960.4.4  | 1972.3.31 | 『NHKきょうのニュース』を放送 | 『NHKきょうのニュース』を放送 | 『NHKきょうのニュース』を放送 |
| 1972.4.3  | 1980.3.28 | 大塚利兵衛                    | 西沢祥平                      | 平光淳之助                    |
| 1980.3.31 | 1985.3.29 | 伊藤鑛二 加賀美幸子           | 伊藤鑛二 加賀美幸子           | 伊藤鑛二 加賀美幸子           |
| 1985.4.1  | 1986.8.29 | 松平定知 久能木あゆみ         | 松平定知 久能木あゆみ         | 松平定知 久能木あゆみ         |
| 1986.9.1  | 1988.3.25 | 松平定知 杉浦圭子             | 松平定知 杉浦圭子             | 松平定知 杉浦圭子             |
| 1988.3.28 | 1989.3.31 | 松平定知 森田美由紀           | 松平定知 森田美由紀           | 松平定知 森田美由紀           |
| 1989.4.3  | 1990.3.30 | 斎藤季夫 森田美由紀           | 斎藤季夫 森田美由紀           | 斎藤季夫 森田美由紀           |
| 1990.4.2  | 1991.3.31 | 石戸谷健一 黒田あゆみ         | 石戸谷健一 黒田あゆみ         | 石戸谷健一 黒田あゆみ         |
| 1991.4.1  | 1993.4.2  | 川端義明 黒田あゆみ           | 川端義明 黒田あゆみ           | 川端義明 黒田あゆみ           |

#### 土日版
| 期間      | 期間      | 土                            | 日                            |
| --------- | --------- | ----------------------------- | ----------------------------- |
| 1954      | 1960.4.3  | （不明）                      | （不明）                      |
| 1960.4.9  | 1972.4.2  | 『NHKきょうのニュース』を放送 | 『NHKきょうのニュース』を放送 |
| 1972.4.8  | 1980.3.30 | 平光淳之介                    | 荒川修                        |
| 1980.4.5  | 1985.3.31 | 梶原四郎 村田幸子             | 梶原四郎 村田幸子             |
| 1985.4.6  | 1986.4.6  | 明石勇 桜井洋子               | 明石勇 桜井洋子               |
| 1986.4.12 | 1986.9.28 | 明石勇 山田敦子               | 明石勇 山田敦子               |
| 1986.10.4 | 1987.7.19 | 明石勇 畑恵                   | 明石勇 畑恵                   |
| 1987.7.25 | 1987.7.26 | 伊藤鐄二 畑恵                 | 伊藤鐄二 畑恵                 |
| 1987.8.1  | 1989.3.26 | 石戸谷健一 畑恵               | 石戸谷健一 畑恵               |
| 1989.4.1  | 1989.4.2  | 斎藤季夫                      | 斎藤季夫                      |
| 1989.4.8  | 1993.4.4  | 桜井洋子                      | 桜井洋子                      |

## テーマ音楽
※（）内の数字はJASRAC作品コードを表す。
- 初代：1993年4月5日 - 1998年5月/ 作曲：杉本竜一
- 2代目：1998年5月 - 2000年3月26日/ 作曲：杉本竜一『ニュース７オープニングテーマ’98』（058-7339-8）
- 3代目：2000年3月27日 - 2007年4月1日/ 作曲：杉本竜一『ニュース7オープニングテーマ2000』（079-5832-3）・『ニュース7エンディングテーマ2000』（079-5834-0）
- 4代目：2007年4月2日 - 2009年3月29日/ 作曲：杉本竜一
- 5代目：2009年3月30日 - 2011年5月22日/ 作曲：渡辺俊幸『ニュース7 2009オープニング』（158-0434-8）・『ニュース7 2009エンディング』（158-0447-0）
  - OP・EDテーマはコンピレーション・アルバム『NHKニュースの音楽2010』に収録。
- 6代目：2011年5月23日 - 2016年4月3日/ 作曲：大森俊之
- 7代目：2016年4月4日 - 2017年4月2日/ 作曲：鈴木麻理奈
- 8代目：2017年4月3日 - 2019年3月31日/ 作曲：中村幸代
- 9代目：2019年4月1日 - 2023年4月2日/ 作曲：得田真裕・日向萌
- 10代目：2023年4月3日 - 現在/ 作曲：天野正道

## その他
- オーストラリアのスペシャル・ブロードキャスティング・サービス（SBS）のWORLDWATCHで視聴することが出来る。毎日夜遅くに今夜放送したもので、音声は日本語のまま。
- 2015年まで毎年12月放送の『ニュースハイライト』では番組の総合司会を本番組の平日MCが担当することがあった。
- NHKワールド・プレミアムの放送では2010年度まで為替・株の値動きは現地の時刻の混同を防ぐことに配慮し、「日本時間19時の放送時点」というテロップを表示していた。2008年3月29日放送分まではNHKワールドTVも初回放送・再放送ともに「日本時間19時の放送時点」というテロップを表示していた。
- 2007年からNHKオンデマンド、2020年からNHKプラスで配信される様になった。しかし日本国内からのインターネットアクセスに限られる。
- 2021年4月19日からNHKワールド JAPANのホームページ上において、同時配信を開始した[39]。また、2022年3月1日からは見逃し配信にも対応している[40]。なお、日本国内からの視聴は既に類似サービスであるNHKプラスが行われていることや受信料制度との整合性の観点から配信対象外となっている[41]。
- 2009年3月30日からは、NHKオンラインに番組ホームページが設置され、4月30日からはキャスターによるブログが開設された。
- 『連続テレビ小説』の次回作発表とヒロイン紹介は、本番組で毎作必ず取り上げられる。
- 首都圏地区の前座番組『首都圏ネットワーク』の番組終了時に後続の『NHKニュース7』の予告テロップが画面左下に表示される演出が行われている。
- エンディングではキャスター陣が後座番組の宣伝を行うことがある。